# Класс-Марквард, Кэтрин
Кэтрин Хелен "Кэти" Класс Марквард (англ. Kathryn Helen "Katie" Class Marquard; род. 24 марта 1963 года Сент-Пол, США) — американская конькобежка специализирующаяся в конькобежном спорте. Участвовала на зимних Олимпийских играх 1984 и 1988 годов, 3-кратная серебряный призёр чемпионата США, рекордсменка США в многоборье.

## Спортивная карьера
Кэти Класс родилась в Сент-Поле и была младшей из семи детей. Она начала кататься на коньках в возрасте 5-ти лет, пойдя по стопам своей сестры, которая присоединилась к "Midway Speedskating Club" и начинала тренироваться у тренера Билла Кушмана. В возрасте 15 лет стала участвовать в спринтерских соревнованиях и за очень короткое время она смогла добиться небольших успехов. Уже в 1982 году участвовала на чемпионате США в классическом и спринтерском многоборьях.
Через год Кэти стала 2-й на чемпионате страны в многоборье, после чего участвовала на чемпионате мира по спринтерскому многоборью в Хельсинки, где заняла только 32-е место. В 1984 году на своих первых зимних Олимпийских играх в Сараево она заняла 10-е место в беге на 500 м и 18-е на 1000 м. Следом на чемпионате мира по спринтерскому многоборью в Тронхейме поднялась на 12-е место.
В декабре 1985 года на чемпионате США в спринте Кэти заняла 2-е место и дебютировала на Кубке мира, который принёс ей третье место в общем зачёте на дистанции 1500 м, а через год она повторила результат. В 1986 году на чемпионате мира в классическом многоборье и на чемпионате мира по спринтерскому многоборью заняла 17-е места. На чемпионате мира по спринтерскому многоборью 1987 года она заняла высокое 7-е место, а на чемпионате мира в классическом многоборье стала 18-й.
В 1988 году Кэти также участвовала на чемпионате мира в спринте и на чемпионате мира в классическом многоборье, заняв соответственно 11-е и 19-е места. В том же году на зимних Олимпийских играх в Калгари заняла 12-е место в беге на 500 м, 8-е на 1000 м и 13-е на 1500 м, показав там лучшие свои секунды в личных результатах за всё время карьеры. Кэти Марквард в 1988 году прекратила участие в соревнованиях и завершила карьеру спортсменки. 
Она окончила Университет Миннесоты и подала заявку на должность исполнительного директора "USA Speedskating". Она занимала эту должность 16 лет, благодаря слиянию с Союзом любителей конькобежного спорта и проведению пяти Олимпийских игр. В настоящее время живет в Уэстлейке, штат Огайо, со своим мужем Деннисом и детьми, Ником и Эбби, которые также занимаются конькобежным спортом. Она тренирует спортсменов в "Lakewood Club" вместе со своим мужем, который ранее был включен в Зал славы USS как вклад в развитие этого вида спорта.

## Награды
- 18 апреля 2009 года - включена в Национальный зал Славы конькобежного спорта Сент-Луиса, штат Миссури.[4]
- 2010 год - включена в спортивный зал Славы Кливленда.[5]